# Robert Morrison (1er baron Morrison)
Robert Craigmyle Morrison, 1er baron Morrison (29 octobre 1881 - 25 décembre 1953) est un homme politique travailliste britannique.

## Biographie
Né à Aberdeen, il est le fils de James Morrison. Il travaille d'abord comme instituteur dans la banlieue de Middlesex au nord de Londres. Il s'implique dans les mouvements travaillistes et coopératifs et, en 1914, est élu au conseil du district urbain de Wood Green. La même année, la guerre éclate et il sert comme soldat dans l'armée britannique de 1915 à 1919. En 1919, il retourne à la politique locale lorsqu'il est élu au Middlesex County Council.
Aux élections générales de 1922, il est élu député de Tottenham Nord. Il perd son siège aux élections générales de 1931 au profit du conservateur Edward Doran, mais est réélu aux élections générales de 1935. Après l'élection générale de 1924, il est Secrétaire parlementaire privé du chef de l'opposition de l'époque Ramsay MacDonald, restant en poste après la nomination de MacDonald comme premier ministre.
Le 15 novembre 1945, peu de temps après avoir été réélu aux élections générales de 1945, il est anobli en tant que baron Morrison, de Tottenham dans le comté de Middlesex. En 1946, Morrison est nommé membre de la commission d'enquête anglo-américaine chargée de résoudre le conflit croissant entre juifs et arabes en Palestine. Le comité recommande à l'unanimité un état binational en Palestine.
Morrison épouse Grace Glossop en 1910 et le couple a deux fils. Il est mort dans un hôpital de Tottenham le jour de Noël 1953, âgé de 72 ans. Son fils aîné, Dennis Morrison, lui succède comme baron.